# Ejido del Coyotepec
Ejido del Coyotepec är den del av staden Coyotepec som ligger i kommunen Tepotzotlán i delstaten Mexiko i delstaten Mexiko. Ejido del Coyotepec är västra sidan av staden Coyotepec, skiljd från Coyotepec kommun av motorvägen Autopista México-Querétaro. Ejido del Coyotepec ligger i den centrala delen av landet och tillhör Mexico Citys storstadsområde. Orten hade 7 236 invånare vid folkräkningen 2010.